# Das Fülscher-Kochbuch
Das Fülscher-Kochbuch ist ein Kochbuch der Schweizer Hauswirtschaftslehrerin Elisabeth Fülscher, das in vielen jeweils überarbeiteten Auflagen von 1923 bis 2013 erschien. Es gilt als Klassiker und als eines der Standardwerke der Schweizer Küche. Es umfasst über 1700 Rezepte. 

## Geschichte

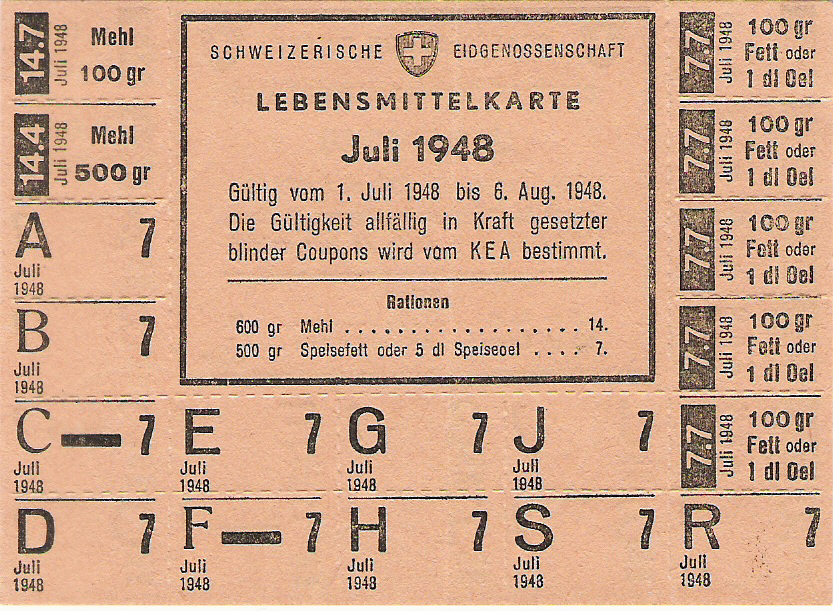
Schweizer Rationierungsmarken

Die erste Ausgabe des Werks wurde von Anna Widmer 1923 unter Mitarbeit von Elisabeth Fülscher herausgegeben. Die zweite Ausgabe von 1928 gaben die beiden Frauen gemeinsam heraus. 1930 verstarb Anna Widmer. Elisabeth Fülscher übernahm mit der Kochschule auch das Werk. Dabei veröffentlichte sie bis 1966 im Selbstverlag acht Ausgaben, die sie jeweils der Zeit anzupassen wusste. Das Kochbuch bot in seinen immer wieder erweiterten Auflagen praktische Unterstützung und verband zugleich traditionelle Kochkunst mit den jeweiligen neuen Zeitumständen und Essgewohnheiten. Die Rezepte verkörperten ebenso den bürgerlichen Lebensstil wie eine einfache volksnahe Küche. Dazu kamen Erkenntnisse der Physiologie, Diätetik und Ernährungslehre. So enthielt die Ausgabe aus dem Kriegsjahr 1940 spezielle Abschnitte zur Rationierung und der daraus erforderlichen besseren Ausnützung der Nahrungsmittel.
Die Ausgabe von 1940 enthielt zudem Fototafeln in Schwarz-Weiss im Sinne der neuen Sachlichkeit von Hans Finsler, dem Leiter der Fotoklasse der Kunstgewerbeschule Zürich (heute Zürcher Hochschule der Künste ZHdK). Johanna Fülscher, die Schwester der Autorin, illustrierte die Ausgabe von 1947 mit einer Fülle sorgfältiger Zeichnungen in Schwarz-Weiss und einigen grossen Farbtafeln. Farbfotografien von Bernhard Moosbrugger, Finslers Nachfolger in der Kunstgewerbeschule, ergänzten die Bilder in den späteren Ausgaben. 
Die Rezeptsammlung wurde nach Elisabeth Fülschers Tod in weiteren Auflagen unverändert veröffentlicht. Die Gesamtauflage erreichte bis 2005 185'000 Exemplare. Die kommentierte Neuauflage von 2013, herausgegeben von Susanne Vögeli und Max Rigendinger, ist ein Faksimile der Ausgabe von 1966. Die Neuauflage wurde mit Textbeiträgen bekannter  Autoren ergänzt. Als Teil des Publikationsprojekts pflegt Susanne Vögeli das Rezeptgut von Elisabeth Fülscher im Internet weiter. Unter elisabeth-fuelscher.ch werden Fülscher-Rezepte fortlaufend aufgefrischt und veröffentlicht. 2022 gab Susanne Vögeli schliesslich eine neue Version des Fülscher-Kochbuchs unter dem Titel Fülscher heute heraus, das sich zwar eng an sein Vorbild anschliesst, aber eine Auswahl von an die heutige Zeit adaptierten Kochrezepten enthält. Ausserdem enthält es 15 Essays von namhaften Autorinnen und Autoren wie Elisabeth Bronfen, Walter Leimgruber oder Denise Schmid, die sich mit Themen zur Kochkultur auseinandersetzen.

## Aufbau
Das Original Fülscher von 1966 ist in einzelne Abschnitte zu verschiedenen Speisearten aufgeteilt. Die einzelnen Rezepte und Hinweistexte (beispielsweise Allgemeines zur Verarbeitung von Pilzen oder zur Verwendung von Dampfkochtöpfen) sind hingegen kapitelunabhängig von vorne nach hinten durchnummeriert. Das umfassende Stichwortverzeichnis am Ende führt direkt zu den entsprechenden Nummern. Die grossen Bildtafeln von Finsler und Moosbrugger beziehen sich nicht direkt auf die thematischen Kapitel, wohl aber die grossen Farbzeichnungen wie die kleineren Illustrationen von Johanna Fülscher. Diese Bildtafeln enthalten, neben Bildern von Gerichten, auch Erkennungslisten für einheimische Pilze und Gemüse, Erntezeit-Tafeln und Ähnliches. In der Neuausgabe von 2013 werden die Kapitel zusätzlich unterteilt durch die Textbeiträge der Autoren, die sich alle mit der Kochkultur des Fülscher Kochbuchs auseinandersetzen.

## Ausgaben
- Anna Widmer (Hrsg.): Kochbuch der Privat-Kochschule Widmer, Zürich. Buchdruckerei J. Rüegg Söhne, Zürich 1923.
- Anna Widmer, Elisabeth Fülscher (Hrsg.): Kochbuch der Privat-Kochschule Widmer, Zürich. 2. Auflage. Buchdruckerei J. Rüegg Söhne, Zürich 1928.
- Elisabeth Fülscher: Kochbuch. 3. Auflage. Selbstverlag, Zürich 1935.
- Elisabeth Fülscher: Kochbuch. 4. Auflage. Selbstverlag, Zürich 1940.
- Elisabeth Fülscher: Kochbuch. 5., neu bearbeitete Auflage. Selbstverlag, Zürich 1947.
- Elisabeth Fülscher: Kochbuch. 6., revidierte Auflage. Selbstverlag, Zürich 1952.
- Elisabeth Fülscher: Kochbuch. 7., revidierte und erweiterte Auflage. Selbstverlag, Zürich 1960.
- Elisabeth Fülscher: Kochbuch. 8., neu bearbeitete und erweiterte Auflage. Selbstverlag, Zürich 1966.
- Elisabeth Fülscher: Das Fülscher-Kochbuch: Der Führer zur Kochkunst mit 1700 Rezepten von internationalem Niveau. 8., neubearbeitete und erweiterte Auflage. Albert Müller Verlag, Rüschlikon 1972.
- Elisabeth Fülscher: Das Fülscher-Kochbuch: Der Führer zur Kochkunst mit 1700 Rezepten von internationalem Niveau. 9. Auflage. Müller, Rüschlikon 1972.
- Elisabeth Fülscher: Das Fülscher-Kochbuch: Der Führer zur Kochkunst mit 1700 Rezepten von internationalem Niveau. 10., überarbeitete Auflage. Müller, Rüschlikon 1977.
- Elisabeth Fülscher: Das Fülscher-Kochbuch: Der Führer zur Kochkunst. 1700 Rezepte für Anfänger und Fortgeschrittene. Lizenzausgabe. NSB, Zürich 1980.
- Elisabeth Fülscher: Das Fülscher-Kochbuch: Der Führer zur Kochkunst mit 1700 Rezepten von internationalem Niveau. 11., überarbeitete Auflage. Müller, Rüschlikon 1983.
- Elisabeth Fülscher: Das Fülscher-Kochbuch: Der Führer zur Kochkunst mit 1700 Rezepten von internationalem Niveau. 12. Auflage. Müller, Rüschlikon 1992.
- Elisabeth Fülscher: Das Fülscher-Kochbuch: Der Führer zur Kochkunst mit 1700 Rezepten von internationalem Niveau. 13. Auflage. Müller Rüschlikon, Cham 1995.
- Elisabeth Fülscher: Das Fülscher-Kochbuch. Hrsg. v. Susanne Vögeli, Max Rigendinger. 1., kommentierte Neuauflage. hier + jetzt, Verlag für Kultur und Geschichte, Baden 2013, ISBN 978-3-03919-300-4 (auf der Basis der 8. Auflage 1966).
- Susanne Vögeli (Hrsg.): Fülscher heute. Kochbuch. Hier und Jetzt, Zürich 2022, ISBN 978-3-03919-559-6 (an die heutige Zeit adaptierte Fülscher-Rezepte, ergänzt um Essays von acht Autorinnen und Autoren).